# Harvest moon (single van Neil Young)
Harvest moon is een lied dat werd geschreven en gezongen door Neil Young. Hij bracht het in 1992 uit op een single met op de B-kant Old king. Daarnaast kwam het hetzelfde jaar uit op een maxisingle en op zijn gelijknamige album. Tijdens de opnames was Linda Ronstadt de achtergrondzangeres.
Het lied gaat over twee geliefden die tegen elkaar aan kruipen wanneer de kinderen in slaap gevallen zijn. Er schijnt een volle maan en er klinkt muziek. Hij is nog steeds verliefd op haar en wil haar zien dansen.
De single kwam in Canada op nummer 5 en in het Verenigd Koninkrijk op nummer 36 terecht. Het bereikte geen hitnotering in de lage landen, noch in de VS.

## Covers
Als cover was het nummer vooral in trek op muziekalbums van andere artiesten. Slechts enkele voorbeelden van covers zijn van Cassandra Wilson (New moon daughter, 1996), The String Quartet (Rusted moon - Tribute to Neil Young, 2002), Los Alamos (Emboscada, 2006), Jane Birkin (Fictions, 2006), Nils Lofgren (The loner (Nils sings Neil), 2008), Josh Groban (de muziekvideo A MusiCares tribute to Neil Young, 2011) en Bebel Gilberto (Tudo, 2014).

## NPO Radio 2 Top 2000
| Nummer met noteringen in de NPO Radio 2 Top 2000 | '19  | '20  | '21  | '22  | '23  | '24  |
| ------------------------------------------------ | ---- | ---- | ---- | ---- | ---- | ---- |
| Harvest Moon                                     | 1193 | 1179 | 1141 | 1194 | 1086 | 1046 |

1. ↑  Een vetgedrukt getal geeft de hoogste notering aan.
2. ↑  2019 was het eerste jaar met een notering voor dit nummer.